# 雅典 (緬因州)
雅典（英語：Athens）是一個位於美國緬因州薩默塞特縣的鎮。

## 人口
根據2020年美國人口普查的數據，雅典的面積為112.95平方千米，當中陸地面積為112.92平方千米，而水域面積為0.03平方千米。當地共有人口952人，而人口密度為每平方千米8人。